# 戦国武士の有給休暇
『戦国武士の有給休暇』（せんごくぶしのゆうきゅうきゅうか）は、1994年にNHKで放送された日本のテレビ時代劇。

## 放送
- 1994年4月11日から4月14日までNHK衛星第2テレビジョンの『BS時代劇』で放送され、同年8月19日から9月9日まで総合テレビジョンの『金曜時代劇』でアンコール放送を行った。

## スタッフ
- 原案：丸山顕応
- 脚本：ジェームス三木
- 音楽：坂田晃一
- 殺陣・武術指導：林邦史朗
- 撮影協力：国宝・彦根城
- 演出：望月良雄（NHK）

## キャスト
- 榊信久：小林薫
- 榊夕紀：若村麻由美
- 市喜助佐衛門俊柾：中村梅雀
- 秋良宗繁：阿部寛
- 横田孫太夫：蟹江敬三
- 島田良盛：斎藤晴彦
- 榊道房：佐藤慶
- 明智光秀：清水綋治
- 梢：夏川結衣
- 島田良時：坂上忍
- 田山勝五郎：新井康弘
- 堀田勘兵衛：石橋雅史
- 篠木織部：鶴田忍
- 塚田弁之丞：矢島健一
- 野風：山本亨
- 内蔵助：川辺久造
- 伝五：草見潤平
- 勝兵衛：川端槙二
- 桃右衛門：平松慎吾
- 萩尾：河合美智子
- おこね：岡本舞
- 清照尼：岩本多代
- おりん：佐藤尚子
- 長兵衛：林邦史朗
- 農夫婦：関時男、小林トシ江
- 宗繁の側室たち：熊谷美香、前田悠衣、花田美樹、飛田恵理
- 他：奥村公延、六浦誠、石黒正男、竹田寿郎、おやま克博、本田清澄、若駒 スタント部、鳳プロ、劇団いろはほか